# Hervikfjorden
Hervikfjorden er en sidefjord af Boknafjorden i Tysvær kommune i Rogaland fylke i Norge. Fjorden ændrer navn på vej indover til Skjoldafjorden og Grindafjorden, og disse fjordstykker ligger langs grænsen til Vindafjord kommune. Fra indløbet til Hervikfjorden til bunden af Grindafjorden har den en total længde på 38 kilometer. Fjorden har indløb mellem Stong i øst og Nautøya i vest. Nautøya ligger lige øst for Bokn og sydøst for Kårstø. 
Lidt nord for indløbet ligger Spissøyna midt i fjorden. Her ligger bygden Hervik på vestsiden, og på østsiden går Espevik ind til bygden Espevik. Her ligger også Espevikholmene og bygderne Ringstveit og Bornevik. Nord for Spissøya ligger den store Borgøy med en længde på 4 kilometer og en bredde på omtrent 2 kilometer på det bredeste. Nord for Borgøy ligger bebyggelserne Hundsnes og Slogvik på vestsiden og her skifter fjorden navn til Skjoldafjorden.